# Söll
Söll è un comune austriaco di 3 599 abitanti nel distretto di Kufstein, in Tirolo. Stazione sciistica, fa parte del comprensorio SkiWelt Wilder Kaiser-Brixental.